# Фэллон Морелл, Салли
Салли Фэллон Морелл — американская активистка и писательница, выступающая за возвращение к здоровому, «исконному» — или «насыщенному питательными веществами» — питанию, основанному на заповедях Вестона Прайса.
Она является автором нескольких книг о питании — в том числе Nourishing Traditions® — и соучредителем и президентом организации Уэстон А. Фонд цен.
Вместе со своим мужем Джеффри Мореллом она также управляет «экспериментальной фермой» — в Брэндивайне в округе Принс-Джордж в штате Мэриленд — которая внедряет принципы ведения хозяйства, которые она пропагандирует, включая кампанию по продвижению того, что она называет «настоящим молоком».
В сентябре 2020 года она в соавторстве с Томасом Коуэном написала книгу The Contagion Myth (Миф о заразе), в которой излагаются тезисы брошюры Артура Фирстенберга The Invisible Rainbow (Невидимая радуга). Его содержание соотносит электромагнитное загрязнение с генезисом исторических пандемий — включая Испанский грипп и Ковид-19. Книга была быстро изъята с сайта Amazon за несоответствие современному научному консенсусу.

## Bibliographie
- Arthur Firstenberg[англ.]. The invisible rainbow : a history of electricity and life = L’arc-en-ciel invisible – histoire de l’électricité et de son impact sur la santé humaine (англ.). — White River Junction: Chelsea Green Publishing[англ.], 2020. — 576 p.